# Municipio Nirgua
Nirgua, es uno de los 14 municipios que forman parte del Estado Yaracuy, Venezuela. Su capital es la ciudad homónima de Nirgua. El municipio tiene una superficie de 2274 km² siendo el municipio de mayor extensión de todo el estado, y tiene una población para 2024 de 90 756 habitantes. El Municipio Nirgua está dividido en tres parroquias, Salóm, Temerla perteneciente a la Parroquia Salóm y Nirgua.
Este municipio alberga diversas actividades económicas, con un fuerte enfoque en la agricultura. Se cultivan cítricos, caña de azúcar, café, maíz y tomate, entre otros productos. La importancia de esta industria ha impulsado la creación de una incipiente red de pequeñas empresas dedicadas al procesamiento de pulpa de frutas y la producción de jugos. Además, una parte significativa del territorio está protegida bajo la figura de Área Natural Protegida (ANAPRO), conocida como la Zona Protectora Macizo de Nirgua, garantizando la conservación ecológica de la región.

## Historia
La ciudad de Nirgua se funda un 25 de enero de 1628, por Juan Meneses y Padilla, bajo el nombre de Santa María de la Victoria del Prado de Talavera. La primera constancia de la existencia de una Parroquia eclesiástica es de 1635 (una fe de bautismo sin día ni mes de ese año). Luego, el 1667 se separan algunos terrenos y se funda la Parroquia Temerla, de la que se escinde la Parroquia Salom.

## Geografía

### Límites
- Por el Norte: Con los municipios San Felipe y Veroes.
- Por el Sur: Con los municipios Anzoátegui y Ezequiel Zamora del Estado Cojedes.
- Por el Este: Con los municipios Miranda, Montalbán, Bejuma y Juan José Mora del estado Carabobo.
- Por el Oeste: con los municipios Urachiche, José Antonio Páez, Bruzual y Sucre del estado Yaracuy y el municipio Simón Planas del estado Lara.

### Organización parroquial
| Parroquia        | Superficie | Población   | Densidad |
| ---------------- | ---------- | ----------- | -------- |
| Nirgua           | km²        | 57.306      | hab./km² |
| Salom            | km²        | 18.710      | hab./km² |
| Temerla (Salom)  | km²        | 4.230       | hab./km² |
| Municipio Nirgua | 2.274 km²  | 80.245 hab. | hab./km² |

## Turismo

### Lugares de interés
- Complejo AgroturisticoLomas de Nirgua C.A
- Complejo de Posadas Lomas Suites C.A
- Ruinas de Fuerte San Vicente.
- Ruina de Buría.
- Represa de Cabuy.
- El Macizo Nirgua (área montañosa).
- Laguna Los Corronchos (actualmente denominado Parque Cacique Guaracay).
- Teatro Bolívar(Ya no existe)

## Cultura
Todos los 25 de enero se celebra la fiesta del municipio en honor a Nuestra Señora de la Victoria del Prado de Talavera; además es común durante todo el año los Toros Coleados y campeonatos de Bolas Criollas.

## Símbolos

### Bandera
La Bandera del Municipio Nirgua es obra de Ángel Montilla. Las franjas de colores en forma inclinada, representan el movimiento dinámico e incesante de los pobladores, así como, los elementos que conforman el conjunto representativo de esta bandera. El color verde representa la vegetación que cubre nuestras praderas exaltada en el himno al árbol, creación de los ilustres nirgüeños Miguel Ángel Granado y Alfredo Pietri. El amarillo simboliza el esplendor del oro que una vez fue sustraído de sus tierras, de las minas de Buría, donde se produjo el primer intento antiesclavista en manos del Negro Miguel en contra del yugo español. El Color rojo, al igual que la Bandera Nacional, refleja la sangre derramada de nuestros libertadores en la dura lucha por nuestra Independencia, la sangre de la raza Jirahara, tribu tenaz y aguerrida que luchó contra una invasión de guerreros de otro continente, intrusos a sus tierras y creencias. Entre unas y otras unas franjas blancas simbolizan la pureza del alma de los pobladores que existieron, existen y existirán en el pueblo de Nirgua, también representa la unión entre el espíritu, el cuerpo y la tierra. Dentro del color amarillo, en el óvalo central, se exalta la naturaleza del pueblo: imponente como un guardián, se encuentra la montaña del Picacho, testigo de la historia de esta población y que a su pie, está asentada la tierra fértil habitada de Nirgua. Las ramas de naranja y café, representan la vegetación y cultivos agrícolas que son la base de la economía de dicho Municipio.

### Escudo
Concebido por Rafael Montilla, consiste en una variación de un Escudo inglés (arco Tudor) semipartido y cortado, levemente curvado hacia arriba; de tres cuarteles:
- En el superior derecho, las ruinas del Fuerte San Vicente que intentó detener la valerosa acometida del imbatido Jirahara.
- En el superior izquierdo la Catedral de Nirgua, refugio de plegarias y rogativas
- En Punta (cuartel inferior) las dos enseñas naturales del municipio: la laguna de Los Corronchos y el enhiesto Picacho.

De tenantes, a diestra una rama de café y a siniestra, una de naranjas con fruto. Como armas, cruzadas y de posterior, rifle y espada (de trocha), arco y flecha (de tajo). 
Como lema, en cinta, "MUNICIPIO AUTÓNOMO NIRGUA" 

### Himno
El Himno del municipio Nirgua tiene sus raíces en un poema de hace más de 30 años. Fue propuesta como himno de Nirgua en el acto de entrega del Nivar de Oro, el 7 de marzo de 1993. El alcalde de la época dio su aprobación extraoficial, y el 1 de mayo en un cabildo abierto fue declarado como himno del municipio. Su autor es el profesor Arístides Sánchez Silva y lleva por nombre «Un Pueblo, una Montaña y yo»:
 
Instado por las ansias subí a la cumbre erguida  

Cuando a la noche hurtan su dimensión de aurora  

Sentía sobre mis plantas que la tierra era más tierra 

Sentía sobre mi frente que el sol era más sol  
 

Tentado por la cima ascendí a la montaña  

Admiré la acuarela silvestre de mi tierra  

Y me dije mil veces: ¡qué heredad más hermosa  

podrá aspirar un hijo que ver donde nació!  

Bordee el Buría, el hurtado raudal  

que un día lejano humedeció mi piel  

se escurre débil sin penachos de espuma  

que parece cual sierpe reptar. 

Tetas ciclópeas si acaso no volviera  

a subir a tu alto pezón  

esculpí un nombre en tus piedras  

Nuestra Señora del Prado de Talavera  

de Nivar, mi tierra, mi tierra…  

Tragando las distancias me vine pensativo  

hilvanando recuerdos traviesos del ayer  

recordé aquel robusto Miguel que entre las minas  

con saudades de vida exclamó: ¡Libertad! 

## Política y gobierno

### Alcaldes
| Período     | Alcalde                    | Partido político / Alianza | % de votos | Notas |
| ----------- | -------------------------- | -------------------------- | ---------- | --- |
| 1989 - 1992 | Narbis Alcina de Tortoledo | MAS/COPEI                  | 42,60      | Primera alcalde bajo elecciones directas |
| 1992 - 1995 | Pablo Verastegui           | COPEI                      | 40,70      | Segundo alcalde bajo eleeciones directas |
| 1995 - 2000 | Ricardo Capella            | LCR                        | -          | Tercer alcalde bajo elecciones directas.(se realizaron elecciones generales adelantadas en el 2000 debido a la aprobación de la Constitución de 1999)                                                                                     |
| 2000 - 2002 | Ricardo Mendoza            | CONVERGENCIA               | 29,11      | Cuarto alcalde bajo elecciones directas (En 2002, Miguel César, entonces de COPEI y luego del MVR, impugnó exitosamente la proclamación de Carlos Ricardo Mendoza, de Convergencia, desde entonces las elecciones han estado retrasadas.) |
| 2002 - 2006 | Miguel César               | COPEI                      | -          | Quinto alcalde bajo elecciones. |
| 2006 - 2010 | Luis Vásquez Fuentes       | FUR 25EN                   | 54,18      | Sexto alcalde bajo elecciones directas |
| 2010 - 2013 | Ricardo Capella            | PSUV                       | 51,07      | Séptimo alcalde bajo elecciones directas (se postergan 1 año las elecciones municipales pautadas para finales del 2012) |
| 2013 - 2017 | Miguel César               | PSUV                       | 53,20      | Octavo alcalde bajo elecciones directas |
| 2017 - 2021 | Miguel César               | PSUV                       | 51,33      | Reelecto |
| 2021 - 2025 | Édgar Díaz                 | PSUV                       | 38,73      | Noveno alcalde bajo elecciones directas |

### Cámara Municipal
Período 1989 - 1992
| Concejales:        | Partido político / Alianza |
| ------------------ | -------------------------- |
| Felix Caro         | AD                         |
| Leonardo Gómez     | AD                         |
| Ana Tereza Díaz    | AD                         |
| Henry Sandoval     | AD                         |
| Arcelia Fuentes    | COPEI                      |
| Israel Castellanos | COPEI                      |
| Pedro Verastegui   | COPEI                      |

Período 1992 - 1995
| Concejales:               | Partido político / Alianza |
| ------------------------- | -------------------------- |
| Julian Bolivar            | COPEI                      |
| Victoria de Pernía        | COPEI                      |
| Neddy León de Sánchez     | COPEI                      |
| Israel Castellanos        | COPEI                      |
| Edith Sánchez de Dómingez | COPEI                      |
| Numa Rodríguez            | AD                         |
| Rafael Aguilar            | MEP                        |

Período 1995 - 2000
| Concejales:        | Partido político / Alianza |
| ------------------ | -------------------------- |
| Amabiles Hernández | COPEI                      |
| Ramon Cesar        | COPEI                      |
| Carlos García      | COPEI                      |
| Manuel Sanabria    | LCR                        |
| Jorge Aguilera     | LCR                        |
| Ramon Rodríguez    | AD                         |
| Alida Torrealba    | CONVERGENCIA               |

Período 2000 - 2005:
| Concejales:          | Partido político / Alianza |
| -------------------- | -------------------------- |
| Angel Dario Vizcaya  | CONVERGENCIA               |
| Mario Santini        | CONVERGENCIA               |
| José Ramón Contreras | CONVERGENCIA               |
| Alida Torrealba      | CONVERGENCIA               |
| Ana D'Antonio        | LAPY                       |
| José Mirelles        | LAPY                       |
| Jorge Guerra         | MVR                        |

Período 2005 - 2013
| Concejales:           | Partido político / Alianza |
| --------------------- | -------------------------- |
| Angel Dario Vizcaya   | MVR                        |
| Hayde Huerfano        | MVR                        |
| Francisco Javier Niño | MVR                        |
| Jorge Guerra          | MVR                        |
| Francisco Navas       | PPT                        |
| Daniel Oliveros       | PPT                        |
| Moises Perez          | PODEMOS                    |

Período 2013 - 2018:
| Concejales         | Partido político / Alianza |
| ------------------ | -------------------------- |
| Luis Ortega        | PSUV                       |
| Ramón César        | PSUV                       |
| Olga Machado       | PSUV                       |
| Jair Delgado       | PSUV                       |
| Astolfo Alfinger   | PSUV                       |
| Frorencio Oliveros | PSUV                       |
| Juan Reyes         | PSUV                       |

Período 2018 - 2021
| Concejales        | Partido político / Alianza |
| ----------------- | -------------------------- |
| Zulimar Páez      | PSUV                       |
| José Pedrino      | PSUV                       |
| Ramon Cesar       | PSUV                       |
| Olga Machado      | PSUV                       |
| José Contreras    | PSUV                       |
| Rafael Centeno    | PSUV                       |
| Judith Colmenares | PSUV                       |

Período 2021 - 2025
| Concejales      | Partido político / Alianza |
| --------------- | -------------------------- |
| Gregori Rojas   | PSUV                       |
| Neury Guedez    | PSUV                       |
| Ailin Sánchez   | PSUV                       |
| Gusman Centeno  | PSUV                       |
| Marisol Chávez  | PSUV                       |
| Karla Rodríguez | FV                         |
| Wender Osuna    | FV                         |